# Jaime Ramírez
Jaime Ramírez (14 de agosto de 1931 - 26 de fevereiro de 2003) foi um futebolista chileno. Ele competiu na Copa do Mundo FIFA de 1962, sediada no Chile.

## Títulos
- Campeonato Chileno de Futebol: 1956 (Colo-Colo), 1962 (Universidad de Chile) e 1971 (Unión San Felipe).